# Фрегаты типа «Горизонт»
Фрегаты УРО типа «Горизонт» (фр. Horizon, итал. Orizzonte, известны также как CNGF, Common New Generation Frigate) — серия фрегатов, спроектированных межгосударственным консорциумом, в который первоначально входили Великобритания, Франция и Италия. Позднее Великобритания вышла из консорциума из-за несогласия со спецификацией проектируемого корабля.
По своим размерам и ТТХ фрегаты типа «Горизонт» в большей степени соответствуют не фрегатам, кораблям второго ранга, а эсминцам — кораблям первого ранга.
Всего построены 4 корабля этого типа (по 2 для ВМС Франции и 2 для Италии).

## История

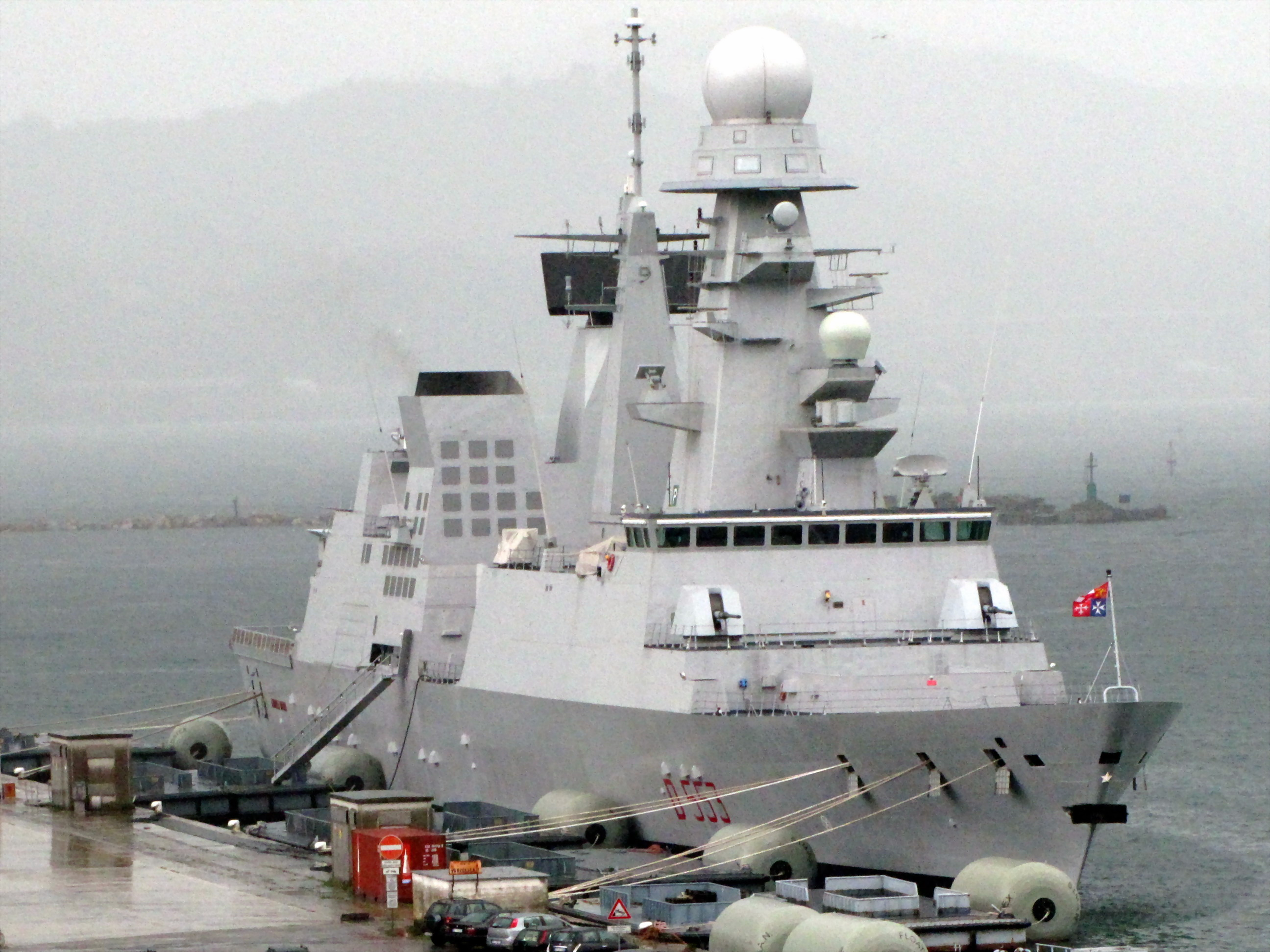
Итальянский эсминец «Андреа Дориа»

Технические требования к новому фрегату были опубликованы Францией, Италией и Великобританией в 1992 году, после провала проекта 
NATO Frigate Replacement (рус. замена фрегата НАТО,  NFR-90).
Совместный проект получил название Common New Generation Frigate (рус. единый фрегат нового поколения , CNGF). Основными элементами проекта был многоцелевой фрегат, получивший название «Горизонт» и боевая информационно-управляющая система PAAMS.
Практически сразу между участниками проекта возникли разногласия. Франции требовался фрегат ПВО для эскорта авианосных соединений, однако большая дальность стрельбы не была существенна, так как авианосец «Шарль де Голль» обладал собственной мощной системой ПВО самообороны. Италии также не требовалась ПВО большого радиуса, поскольку в условиях Средиземного моря итальянский флот постоянно находился под прикрытием базовой авиации. Великобритании же, напротив, требовался дальний противовоздушный заслон для боевых действий вдали от метрополии. Компромисс был достигнут благодаря выработке стандартного интерфейса для электронного оборудования, благодаря которому на французских и итальянских кораблях был установлен многофункциональный радар EMPAR, а на английских кораблях — гораздо более мощный SAMPSON. с увеличенной дальностью и точностью сопровождения, большим количеством одновременно сопровождаемых целей, улучшенной помехозащищённостью и расширенными возможностями обнаружения объектов с малой поверхностью отражения.
В 1995 году было создано совместное предприятие International Joint Venture Company (IJVC), в которое вошли главные компании-подрядчики стран-участниц: 
DCNS (Франция), 
GEC-Marconi (Великобритания) и
Orizzonte (Италия). Согласование требований сторон и решение технических проблем продолжалось в течение 1995-1996 годов, поэтому плановый срок вступления кораблей в строй был отодвинут на 2006 год.
В начале 1997 года возникли разногласия по поводу выбора установки вертикального пуска для системы PAAMS «Астер». 
Франция и Италия предлагали установить УВП Sylver французского производства, англичане настаивали на американской УВП Mk41, поскольку рассчитывали вооружить новые корабли крылатыми ракетами «Томагавк». Проблема решилась сама собой, когда команда разработчиков БИУС PAAMS выбрала Sylver в качестве базовой УВП для своей системы.

## Состав серии
| Название       | Номер       | Верфь                    | Заложен     | Спущен      | В строю     |
| ВМС Франции    | ВМС Франции | ВМС Франции              | ВМС Франции | ВМС Франции | ВМС Франции |
| -------------- | ----------- | ------------------------ | ----------- | ----------- | ----------- |
| Forbin         | D620        | DCN Lorient              | 04.04.2002  | 10.03.2005  | 10.2008     |
| Chevalier Paul | D621        | DCN Lorient              | 23.10.2003  | 12.07.2006  | 06.2009     |
| ВМС Италии     |             |                          |             |             |             |
| Andrea Doria   | D553        | Fincantieri Riva Trigoso | 19.07.2002  | 15.10.2005  | 22.12.2007  |
| Caio Duilio    | D554        | Fincantieri Riva Trigoso | 09.2003     | 23.10.2007  | 03.04.2009  |

## Галерея

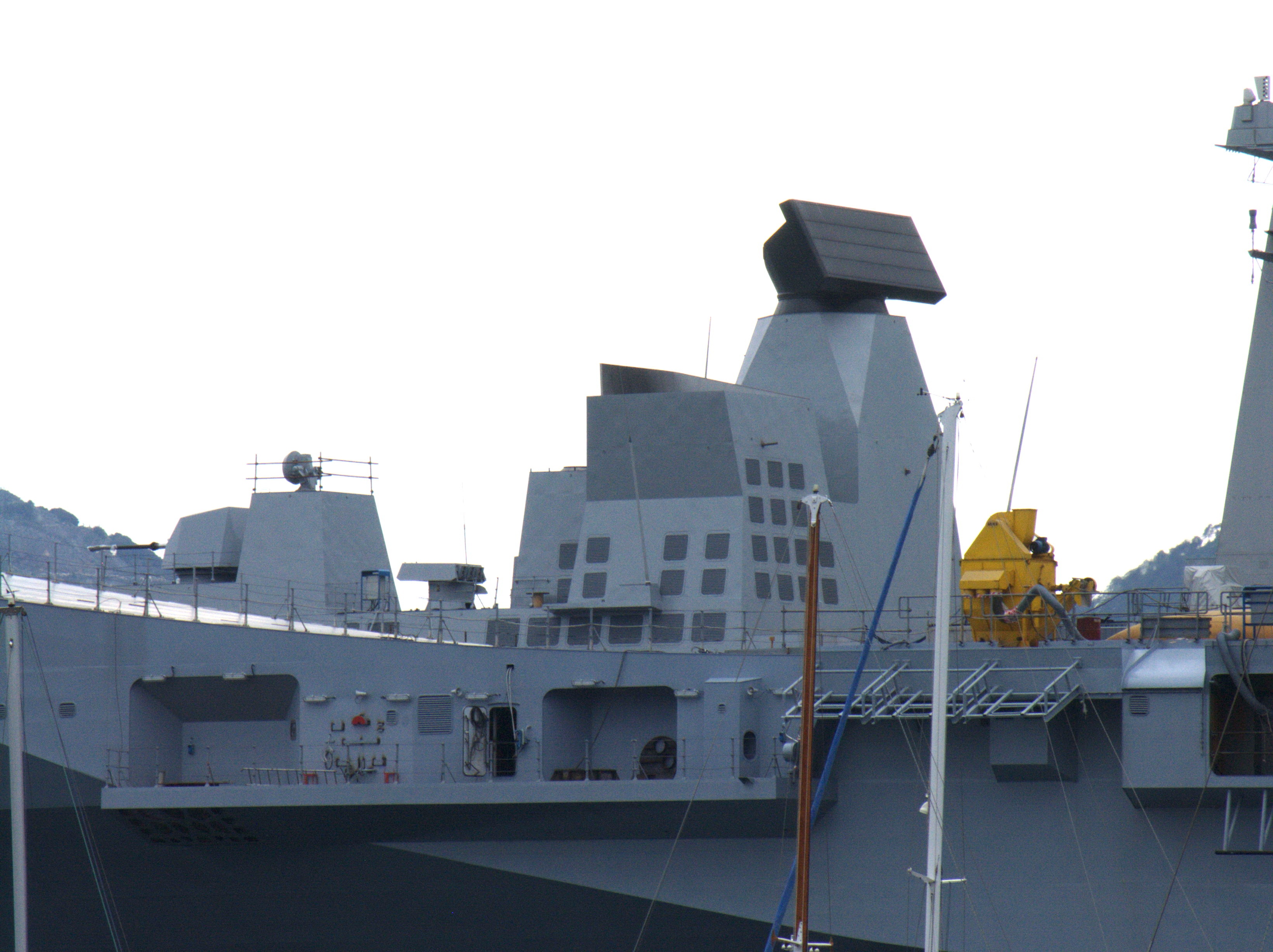
РЛС S1850M, Andrea Doria (D553) (Ла Специя, 2007).  На первом плане видно фрагмент авианосца «Кавур»
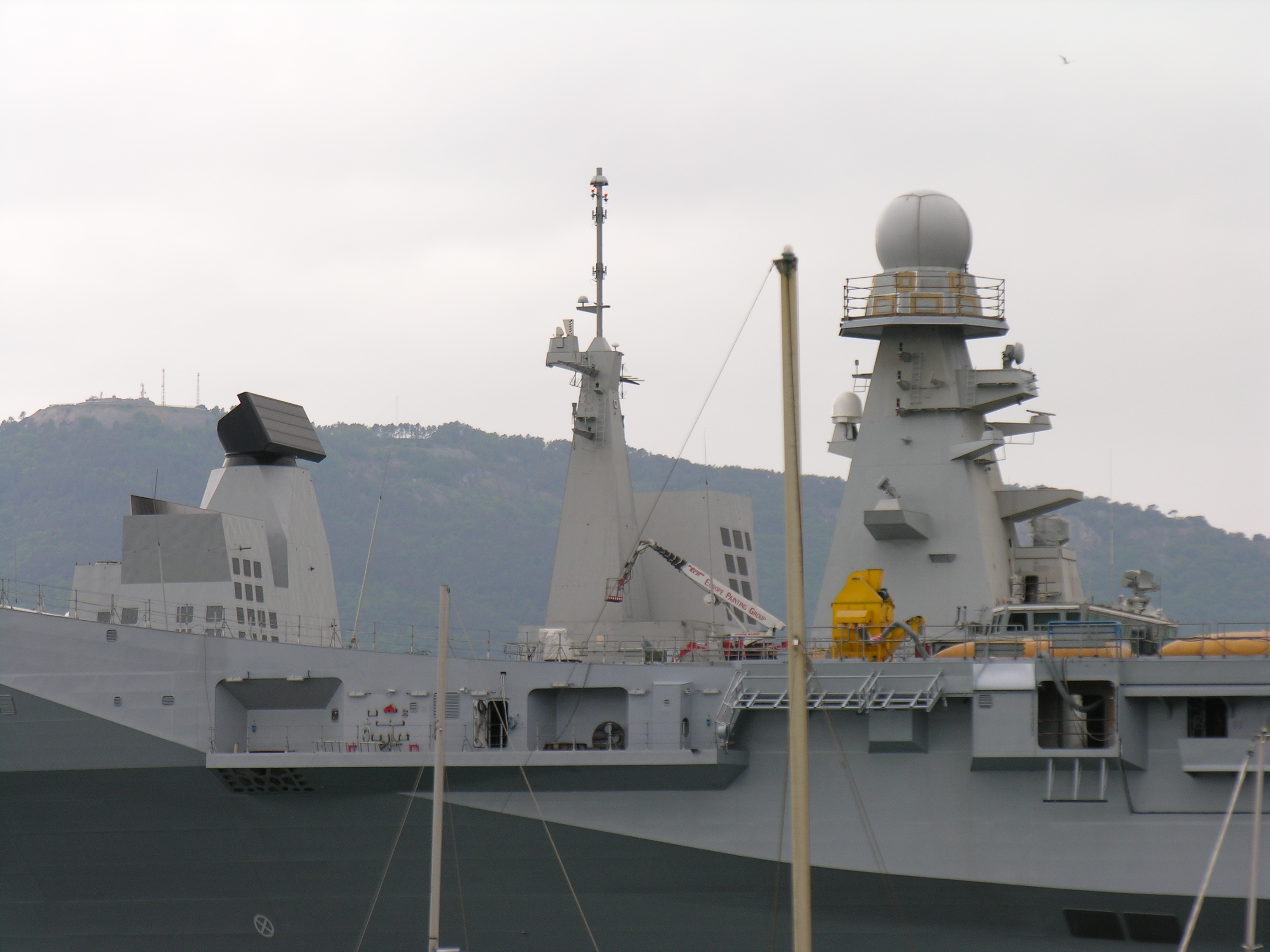
РЛС S1850M и EMPAR, Andrea Doria (D553) (Ла Специя, 2007)